# Кулерский, Виктор
Витислав Виктор Дыс-Кулерский (пол. Witysław Wiktor Dys-Kulerski), известен как Виктор Кулерский (пол. Wiktor Kulerski; 22 января 1935, Грудзёндз) — польский профсоюзный и политический деятель, антикоммунистический диссидент в ПНР, один из лидеров варшавской Солидарности. Близкий соратник Збигнева Буяка и Леха Валенсы. Активист подпольной борьбы во время военного положения. Участник Круглого стола в 1989. В Третьей Речи Посполитой — либеральный политик, депутат сейма 1989—1991, госсекретарь министерства национального образования в правительстве Тадеуша Мазовецкого.

## Происхождение и взгляды
Родился в известной семье грудзёндзской интеллигенции. При рождении получил имя Витислав Виктор. Виктор Кулерский-старший, дед Витислава Виктора — журналист, издатель, общественно-политический деятель — был основателем грудзёндской городской газеты, депутатом рейхстага от Прусской Польши, потом видным политиком Второй Речи Посполитой, активистом Народной партии «Пяст» и Стронництво людове. Витольд Кулерский, отец Витислава Виктора, унаследовал руководство грудзёндской газетой, во время Второй мировой войны сотрудничал со Станиславом Миколайчиком, в 1947 был репрессирован МОБ и отбыл семь лет заключения. Воспитанный в семейной традиции Витислав с детства преклонялся перед образом деда и предпочитал называться вторым именем Виктор.
В 1960 Виктор Кулерский окончил Педагогическое училище в Варшаве, в 1979 — факультет гуманитарных наук Люблинского католического университета. Более двадцати лет работал учителем начальных классов в Мендзылесе. Преподавал историю и биологию. Глубоко изучал польскую историю, особенно национальные восстания.
Детство и юность Виктора Кулерского пришлись на годы войны, нацистской оккупации, репрессий сталинистского режима. Эти впечатления оказали сильное влияние на его взгляды и ценности. Кулерский решительно отвергал любую диктатуру, был противником правящей компартии ПОРП и коммунистического государства ПНР. В 1956 участвовал в сборе помощи венгерским повстанцам. Во второй половине 1970-х состоял в диссидентских организациях Комитет защиты рабочих и Польское независимое соглашение. В январе 1977 подписал обращение двенадцати учителей с требованием расследования насилия над забастовщиками во время варшавских и радомских событий июня 1976. С этого времени находился в постоянной разработке органов МВД.
Публиковал статьи в нелегальных изданиях. Выступал с позиций антикоммунизма, национального патриотизма, либерализма и христианской демократии. Особое внимание уделял проблемам образовательной системы.

## Деятель «Солидарности»

### В профсоюзе
В августе 1980 Польшу охватило мощное забастовочное движение. Виктор Кулерский стал соучредителем независимого профсоюза работников образования и науки. С октября 1980 состоял в руководящих органах профобъединения Солидарность. Был избран заместителем Збигнева Буяка — председателя профцентра «Солидарности» в столичном регионе Мазовше. Был делегатом I съезда «Солидарности».
Виктор Кулерский выступал с последовательно демократических и антикоммунистических позиций. При этом он резко осуждал попытки расколоть оппозиционное движение по национальному признаку. Национал-коммунистическая организация «Грюнвальд» разоблачала таких деятелей, как Якуб Берман или Стефан Михник (организаторы и участники репрессий 1940—1950-х еврейского происхождения), но поддерживала режим ПОРП в целом. Кулерский называл это «переводом общественного внимания на нескольких избранных преступников, чтобы отвести от сценаристов и режиссёров преступлений, которые по сей день пользуются плодами кровавой жатвы» .

### В подполье
13 декабря 1981 в Польше было введено военное положение, «Солидарность» запрещена, многие лидеры и активисты интернированы. Однако Виктор Кулерский, как и Збигнев Буяк, сумел скрыться. Разыскивался по милицейскому ордеру на арест.
Буяк возглавлял Временную координационную комиссию (TKK) «Солидарности». Длительное время Кулерский и Буяк вместе нелегально проживали в монастырях и на конспиративных квартирах. Впоследствии отмечалось, что Кулерский — почти на двадцать лет старше и значительно образованнее молодого рабочего Буяка — был незаменим как аналитик и автор текстов. Он же в значительной степени распоряжался финансовыми средствами варшавского подполья. Организационные вопросы, в том числе конспирации и безопасности, курировала журналистка и переводчица Эва Кулик.
Известен случай, когда на конспиративную явку в пригороде Варшавы, где скрывался Кулерский, прибыл наряд ЗОМО. Предвидев это, Кулерский вышел гулять с крупной собакой. Группа захвата приняла его за милицейского кинолога, участвующего в операции. Кулерский сделал вид будто исследует территорию и сумел скрыться.
Виктор Кулерский разработал концепцию поэтапного перерастания пассивного индивидуального сопротивления в активные действия организованных групп и массовое антирежимное движение. В воззваниях и листовках он призывал протестовать против военного положения, требовать освобождения интернированных и политзаключённых, выступать за легализацию «Солидарности». Теоретически Позиция Кулерского отличалась радикализмом. На этой почве у него возникали разногласия с Яцеком Куронем, сторонником компромисса и диалога с властями. Полемизировал Кулерский и с Буяком, но по тактическим вопросам. Буяк был сторонником максимально публичных действий на основе законного статуса профсоюза и его деятелей. Кулерский выступал за формирование нелегальных кружков и групп — «подпольного государства». Его идея получила практическое выражение в виде Комитетов социального сопротивления.
Активно участвовал Виктор Кулерский в организации массовых демонстраций в Варшаве 1 и 3 мая 1982. Эти акции обрели такой масштаб, что было принято решение формировать руководящий орган столичного подполья. 8 мая создана Региональная исполнительная комиссия (RKW) варшавской «Солидарности». В её состав вошли Збигнев Буяк, Збигнев Янас, Збигнев Ромашевский, Виктор Кулерский.
В то же время на практике Кулерский действовал весьма сдержанно. Он не одобрял забастовок и категорически отвергал любые признаки насильственных действий. Так, под угрозой выхода из RKW он потребовал от лидера Групп сопротивления «Солидарные» Теодора Клинцевича не применять пиротехнические средства и тем более оружие (наиболее активен в силовом направлении GOS был Пётр Изгаршев). По его мнению, такие действия подорвали бы мировой имидж «Солидарности», поставили бы в один ряд с террористическими организациями.

### В комитете
Военное положение было отменено 22 июля 1983, однако «Солидарность» оставалась в подполье. Виктор Кулерский продолжал прежнюю деятельность. После ареста Буяка 31 мая 1986 он занял пост председателя RKW и вошёл в состав TKK.
Положение в стране начинало ощутимо меняться. Уже 12 сентября 1986 Буяк был освобождён по амнистии. 30 сентября члены RKW Збигнев Буяк, Виктор Кулерский, Збигнев Янас, Конрад Белиньский, Ян Литыньский, а также Эва Кулик провели открытую пресс-конференцию. 2 октября прокуратура ПНР отменила ордер на арест Кулерского. 15 мая 1987 Верховный суд ПНР прекратил преследование по амнистии.
Весной 1988 в Польше вновь начались массовые забастовки «Солидарности». 29 апреля Виктор Кулерский был задержан милицией по подозрению в подготовке первомайских беспорядков, но быстро освобождён. Власти не решились на применение насилия и вынуждены были согласиться на переговоры в Магдаленке. Релегализация независимого профсоюза началась явочным порядком. Был учреждён Гражданский комитет «Солидарность» во главе с Лехом Валенсой. В его состав вошёл и Виктор Кулерский. В феврале-апреле 1989 Кулерский входил в делегацию «Солидарности» на Круглом столе. Заседал в группе по науке и образованию.
На «полусвободных» выборах 4 июня 1989 Виктор Кулерский баллотировался в Грудзёндзе. Он пользовался высокой популярностью и как кандидат «Солидарности», и как представитель уважаемой в городе политической династии, продолжатель деда и отца. Ключевое место в его программе занимало развитие местного самоуправления. Кулерский был избран депутатом сейма, почти в четыре раза опередив ближайшего соперника — известного спортсмена Рышарда Щепаньского (формально беспартийного, но поддерживаемого ПОРП).

## Политика и образование
В первом некоммунистическом правительстве Тадеуша Мазовецкого Виктор Кулерский занимал пост госсекретаря (заместителя) министра национального образования Генрика Самсоновича. Состоял в либеральных партиях ROAD Збигнева Буяка и Демократическая уния Тадеуша Мазовецкого. С 1989 по 1999 возглавлял фонд «Образование для демократии». С 1999 — член редколлегии русскоязычного журнала Новая Польша.
Виктор Кулерский дважды награждён орденом Возрождения Польши: Офицерским крестом от польского правительства в изгнании в 1987 и Командорским крестом со звездой постановлением президента Леха Качиньского в 2007.